# Gottfried Cundisius

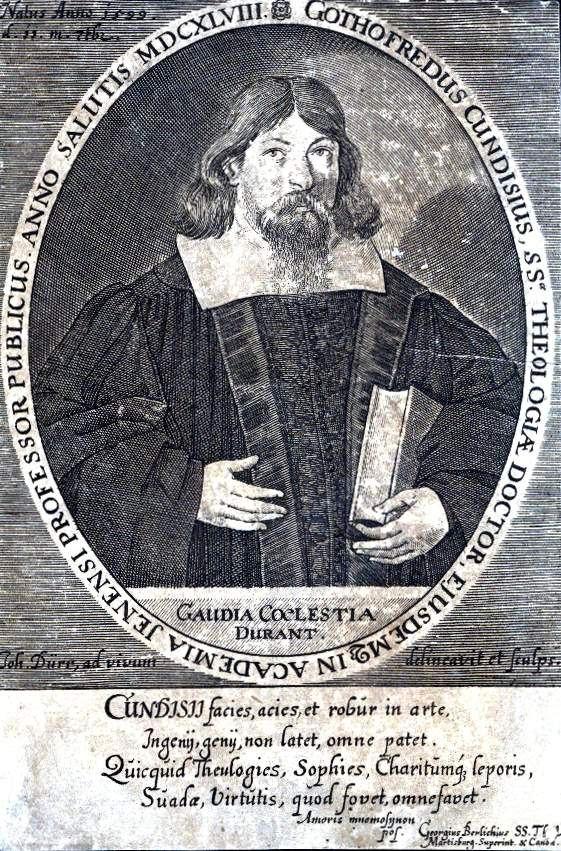
Gottfried Cundisius, Kupferstich von Johann Dürr

Gottfried Cundisius (* 11. September 1599 in Radeberg; † 25. Juli 1651 in Jena) war ein deutscher lutherischer Theologe.

## Leben
Cundisius war der Sohn des Pfarrers Matthäus Cundisius, der später Superintendent in Pirna wurde. Cundisius erhielt seine höhere Schulbildung ab dem 2. Mai 1614 an der Landes- und Fürstenschule St. Afra in Meißen, wo er bis 1618 blieb. Im gleichen Jahr immatrikulierte er sich an der Universität Leipzig, wo er zunächst das philosophische Grundstudium der freien Künste absolvierte. 1622 erwarb er den akademischen Grad eines Magisters.
Am 6. Dezember 1627 wechselte er an die Universität Wittenberg. Am 1. Mai 1628 wurde er dort als Adjunkt an der philosophischen Fakultät aufgenommen und widmete sich neben seinen Vorträgen dem Studium der Theologie. 1629 wurde er zum Pfarrer in Geringswalde ordiniert und 1632 zum Superintendenten in Leisnig berufen. Um seinen zweckgebundenen Aufgaben nach entsprechender Kirchenordnung nachzukommen, begab er sich wieder nach Wittenberg. Hier erwarb er am 26. Juni 1634 den Grad eines Lizenziaten. Am 15. Juli 1634 wurde er gemeinsam mit Gottfried Olearius zum Doktor der Theologie unter Jakob Martini promoviert. 1635 wurde er Superintendent in Oschatz, 1638 Stiftssuperintendent in Merseburg. 1643 wurde er als Professor an die Universität Jena berufen, wo er 1651 auf der Kanzel einen Herzschlag erlitt und starb. Cundisius beteiligte sich auch an den organisatorischen Aufgaben der Salana und war im Sommersemester 1644 sowie im Wintersemester 1649 Rektor der Alma Mater.
Cundisius war als Vertreter der lutherischen Orthodoxie in die Auseinandersetzungen der damaligen Zeit involviert. Gegenüber den Studenten regte er die Selbstständigkeit an und disputierte vornehmlich über den Römerbrief. Cundisius war in allen Themenbereichen der Theologie bewandert, legte aber besonderen Wert auf die Dogmatik und Symbolik. Er polemisierte im Allgemeinen vehement gegen die katholische und reformierte Kirche und hatte im Speziellen Auseinandersetzungen mit Johann Philipp Pareus.

## Werke (Auswahl)
- Fabrica Templi Promota Verae Pietatis Nota, & Pacis Recuperandae Syngrapha: Das ist: Der Geistreiche Prophet Haggaj/ Jn Sechzehn Schrifftmessigen Predigten [...]. Grosse, Leipzig 1648 Digitalisat und Volltext im Deutschen Textarchiv
- Hutteri Compedium anthropologicum locorum theol., 1648
- Exegesin cantici Hannae
- Diatriben mataeologiam Duraeanae
- Tyskivizius έλεγξόμενος, 1634
- Mataeologia Pareana detecta sive disputationes X theologiae symbolicae …, 1646